# Skawalker (album)
Skawalker – debiutancki album zespołu Skawalker, wydany w 1992 roku. Album anglojęzyczny.

## Lista utworów
1. „Call me Skawalker” – 4:14
2. „Track Me Down” – 4:23
3. „She Sounds Nice” – 4:45
4. „That’s It” – 4:22
5. „Ahead” – 4:11
6. „Give It To Me” – 4:22
7. „Don't Wanna Be Alone” – 5:15
8. „Island Of Grief” – 5:29
9. „No Way Is Straight Enough” – 5:27
10. „Where The Peaceful Waters Flow” – 5:11

## Muzycy
- Grzegorz Skawiński – gitara, śpiew, instrumenty perkusyjne, instrumenty klawiszowe
- Waldemar Tkaczyk – gitara basowa
- Zbigniew Kraszewski – perkusja

gościnnie
- Piotr Łukaszewski – gitara
- Rafał Paczkowski – instrumenty klawiszowe
- Artur Gadowski – chórki
- Andrzej Krzywy – chórki
- Krzysztof Marzec – chórki
- Wojciech Ziółkowski – chórki